# 801 Grand
801 Grand (známý též jako Principal Tower) je mrakodrap v Des Moines ve státě Iowa. Se 45 patry a výškou 192 m je nejvyšší budovou ve městě, ale i ve státě. Byl navržen firmou HOK a jeho výstavba probíhala v letech 1989–1991. Budova stojí v ulici Grand Avenue. V prvních třech patrech je obchodní pasáž, v nejvyšších dvou patrech se nachází restaurace a vyhlídkové podlaží, ve zbylých pak kancelářské prostory.